# 医学校
医学校（いがっこう）は、医師になるための学校の意。日本では明治時代に設立された学校が医学校の名称で設立されている（日本の医学校）。

## 概要
これらの学校は現在の医科大学の前身校であるものもある。
また、海外のメディカルスクール、医学系のメディカルスクール、の和訳に当てられる。たとえば、サンフランセ医学校は「Medicine San-franse」、セント・アンドルーズ大学のビュート医学校は「en:Bute Medical School」、仏領西アフリカ医学校は「École de Médecine de l'AOF」海峡植民地・マレー連合州政府医学校は「Straits Settlements and Federated Malay States Government Medical School」、
キングエドワード7世医学校は「King Edward VII Medical School」、ボルティモア歯科医学校は「en:Baltimore College of Dental Surgery」、リオデジャネイロ連邦大学 の前身の医学校 は「Faculdade de Medicina」 といった具合である。
医師国家試験の規定にも、「外国の医学校を卒業し」、臨床検査技師国家試験、衛生検査技師 も「外国の医学校、歯科医学校、獣医学校若しくは薬学校を卒業」、歯科医師国家試験では「外国の歯科医学校を卒業」、獣医師国家試験では「外国の獣医学校を卒業」し、と規定されている。海外の西洋医学医師(M.D.)を輩出する医学校は、専門職の養成学校として設置されている。
医術開業試験時代には医学校の名を冠する受験予備校も存在した。